# Libinia emarginata
Libinia emarginata is een krabbensoort uit de familie van de Epialtidae. De wetenschappelijke naam van de soort is voor het eerst geldig gepubliceerd in 1815 door Leach.